# Zoe
Zoe er blandt andet et kvindenavn. Men er også et haitisk slang ord for en person med en stærk personlighed[kilde mangler]. Det kommer fra det græske Zoe eller zoï som betyder liv, eksistens. Zoe's navn er givet i reference til Zoe til Attalia, hellig, som fejres på maj 2. 
Varianter af navnet
fransk: Zoe, Zoë.
Tysk, engelsk, kroatisk, tjekkisk, dansk, esperanto, italiensk: Zoe, Zoé. 
Græsk: Zon (Zoï).
Ungarsk: Zója.
Polsk: Zoja.
Slovakisk: Zoja.

## Zoé som personlige navn
- Saintes Zoé: fire kvinder udnævnt Saintes Zoé var kanoniseret af kristne kirker [1].
- Zoe (978 – 1050), byzantinsk kejserinde.
- Zoé Carbonopsina (X århundrede), byzantinsk kejserinde.
- Zoe Felix, fransk skuespillerinde født i Paris. Vist for første gang på skærmen i 1988.
- Zoé Kivits belgiske sanger, født den 28 september, 1977, datter af Martine Kivits, selv en sanger og skuespiller.
- Zoe Leonard, amerikansk kunstner født i 1961 i New York.
- Zoé Oldenbourg, (1916 – 2002), maler og forfatter født i Rusland og har boet i Frankrig.
- Zoé Palaiologos (kendt som Sophie), (1455 – 1503), hustru til zar Ivan III af Rusland. Hun spillede en vigtig rolle i russisk kulturliv.
- Zoé Talon, grevinde af Cayla, frue af Louis XVIII.
- Zoe Saldana, amerikansk skuespiller unienne. Real name: Zoe Yadira Zaldaña Nazario. Født den 19 juni, 1978 i New Jersey.
- Zoe Valdes, cubanske romanforfatter og manuskriptforfatter, født i Havana på mai 02, 1959.
- Zoe Zeman, pornoskuespiller, født den 8 september, 1974 til Derio (Texas) 105-60-90 Målinger, højde 1,72 m.
- Zoë Wanamaker, amerikansk skuespillerinde, født 13. maj 1949 i New York City. Aktiv siden 1971.

## Figurer fiktion og kunstgenstande
Comics 
Arthur og Zoë, Kunstner: kollektiv. Scénariste : collectif. Writer: kollektiv. Udgiver: © Mondiales Del Duca
Zoe, tegneserierne i sort-hvid tegning og scenario Christophe Chabouté. Udgivet i 1999. Udgiver: © Vents d'Ouest 
Musik 
Zoe Jane er en sang af rock gruppe Staind udgivet i 2004 på albummet 14 af grå nuancer. 
Zoé er en sang af gruppen Luke, 11 grader og sidste sang fra albummet "Head Down" 2004. 
Blomster til Zoé er en sang af Lenny Kravitz, på albummet "Sagde Mama" (1992) 
Zoé er en gruppe mexicanske alternativ rock oprettet i 1997. 
Film & Fjernsyn 
Killing Zoe, film fransk-amerikanske unien af Roger Avary. 
Wild card (wild card), tv-serier-unienne redegørelserne. 
Zoé film Charles Brabant (1954) 
Zoey Bartlet i tv-serier i Det Hvide Hus, er datter af præsident Bartlet. Det er et af de tilbagevendende tegn, der husker præsidentens rådgivere, hvad livet for de fleste borgere i landet. 
Games 
Fashion designer Zoe, stylist simulation til Nintendo DS opnås ved at udvikle studie fransk Creative mønstre. 
Andre anvendelser af navnet 
Sciences
Zoe er navnet på den satellit på asteroiden (58534) Logos kredser i Kuiper-bæltet. 
Batteriet Zoé er den første atomare bunke fransk, der er bygget af CEA. 
De stadion Zoé er en larval stadium af udviklingen af visse skaldyr. 
Kultur 
"Udgivelse Zoé" er et forlag; 
Zoï er en græsk religiøst broderskab, som har spillet en vigtig rolle i det tyvende århundrede.